# Rothmannia whitfieldii
Rothmannia whitfieldii är en måreväxtart som först beskrevs av John Lindley, och fick sitt nu gällande namn av James Edgar Dandy. Rothmannia whitfieldii ingår i släktet Rothmannia och familjen måreväxter. Inga underarter finns listade i Catalogue of Life.